# جيمي فريمان
جيمي فريمان (بالإنجليزية: Jimmy Freeman)‏ هو لاعب كرة قاعدة أمريكي، ولد في 29 يونيو 1951 في كارلسباد في الولايات المتحدة.

## وصلات خارجية
- جيمي فريمان على موقع دوري كرة القاعدة الرئيسي (الإنجليزية)
- جيمي فريمان على موقعبيزبول رفرنس.كوم (الدوري الرئيسي) (الإنجليزية)
- جيمي فريمان على موقعبيزبول رفرنس.كوم (الدوري الثانوي) (الإنجليزية)
- جيمي فريمان على موقع إي إس بي إن.كوم (أم.أل.بي) (الإنجليزية)
- جيمي فريمان على موقع مشجعي الرسوم البيانية (الإنجليزية)